# Rick Crawford
Pour les articles homonymes, voir Crawford.
Eric Alan Crawford, dit Rick Crawford, né le 22 janvier 1966 sur la Homestead Air Reserve Base (Floride), est un homme politique américain, membre du Parti républicain et élu de l'Arkansas à la Chambre des représentants des États-Unis depuis 2011.

## Biographie
Il sert dans la United States Army de 1985 à 1989. Après l'armée, il acquiert et dirige AGWatch, un réseau d'informations agricoles diffusé sur 39 radios locales.
Lors des élections de 2010, il est candidat à la Chambre des représentants des États-Unis dans le 1er district de l'Arkansas. Il compte d'abord affronter le représentant démocrate sortant Robert Marion Berry (en), mais celui-ci choisit de ne pas se représenter. Crawford remporte facilement la primaire républicaine avec 72 % des voix. Il est alors favori pour l'élection générale face au démocrate Chad Causey, ancien chef de cabinet de Marion Berry, dans un district qui a voté à 59 % pour John McCain en 2008. Dans un contexte de « vague républicaine », il est élu représentant avec 51,8 % des suffrages contre 43,5 % pour Causey. Il remporte ainsi un siège détenu par les démocrates depuis la fin de la Reconstruction.
Il est réélu en 2012 avec 56,2 % des voix, puis en 2014 avec 63,3 % des suffrages. Il est réélu en 2016 avec 76,3 % des voix.
En janvier 2025, il est nommé président de la Commission permanente sur le renseignement de la Chambre des représentants des États-Unis par le président de la Chambre Mike Johnson.